# Alejandría
Alejandría là một khu tự quản thuộc tỉnh Antioquia, Colombia. Thủ phủ của khu tự quản Alejandría đóng tại Alejandría Khu tự quản Alejandría có diện tích 149 ki lô mét vuông. Đến thời điểm ngày 28 tháng 5 năm 2005, Alejandría có dân số 4732 người.